# Demecolcin
Demecolcin ist ein giftiges Alkaloid der Herbstzeitlosen (Colchicum autumnale).

## Vorkommen

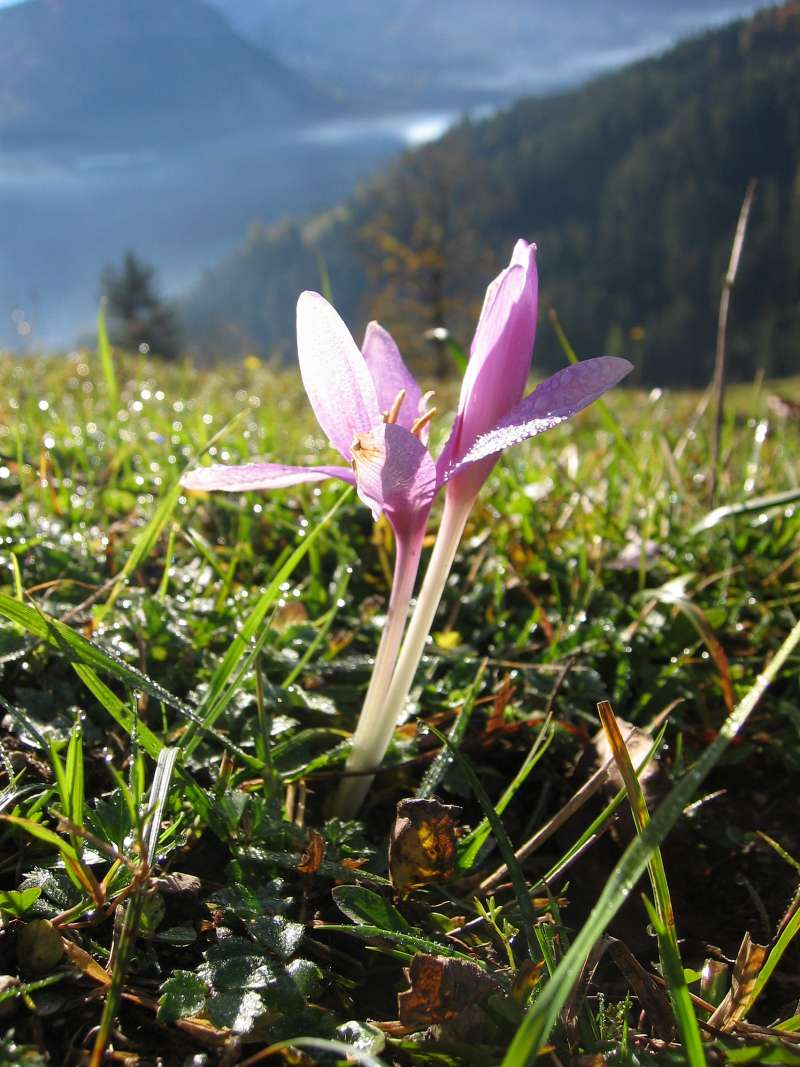
Die Blüte der Herbstzeitlose enthält neben 1,8 % Colchicin auch Demecolcin.

Es ist neben dem Hauptalkaloid Colchicin das zweithäufigste Alkaloid der Herbstzeitlosen.

## Wirkung
Demecolcin ist genauso wie das Colchicin ein Mitose-Hemmstoff, der die Ausbildung der Spindelfasern hemmt (genauere Beschreibung siehe unter Colchicin).
Im Unterschied zu Colchicin ist Demecolcin etwa vierzigmal weniger giftig für den Menschen.